# Согдийская литература
Согди́йская литерату́ра — литература, созданная на вымершем согдийском языке. Сохранившиеся согдийские тексты удобно разделять на четыре группы: буддийские тексты, манихейские, христианские (несторианские) и секулярные (юридические и хозяйственные записи, письма). Несколько фрагментов относятся к зороастризму. Тексты первых трёх категорий, как правило, переводные.

## Христианские согдийские тексты
Найдены прусской экспедицией Грюневеделя и Лекок, Шарль в развалинах несторианского монастыря Булайик в Турфанском оазисе, ныне хранятся в Берлине.
Библия в составе христианского согдийского корпуса представлена лекционариями и псалтырями, в том числе псалтырями-билингвами на согдийском и сирийском языках. Присутствуют также послания Павла. Переводы Библии испытывали сильное влияние сирийского варианта Библии, сохранялся даже оригинальный сирийский порядок слов.
Сохранился один христианский фрагмент, содержащий обрывки Нагорной Проповеди, записанные по-согдийски и по-гречески, согдийский текст там следует скорее за греческим оригиналом, чем за сирийской Библией. Можно думать, что он относится не к несторианскому христианству, а к мелькитам (об их присутствии в Хорезме XI века сообщал Бируни).
В монастырях найдена обильная богословская и агиографическая литература, так, среди житийной литературы найдены: апокрифические деяния Петра, легенда о семи отроках Эфесских, житие Евстафия, житие Сергия и Вакха и так далее. Имеется фрагмент жития Бар-Шаббы, легендарного первосвятителя Мерва (IV в), весьма популярного в иранском христианстве. Впрочем, остается неотождествленным фрагмент C5, в котором упоминается аль-Хаджжадж, арабский губернатор восточной половины Халифата (661—714 гг).
В «тюрко-согдийских» письмах, найденных в Дуньхуане (X в.), упомянуты пресвитер Srkys (то есть Сергий) и некто Yw’rks (то есть, Георгий), вероятнее всего, христиане. На основе лингвистических особенностей (фонетики) и немногих просопографических и археологических соображений, согдийско-христианские тексты датируют IX—X вв. Согдийские христианские тексты написаны на бумаге и представляли собой переплетённые кодексы, однако редкие листы сохранились полностью.

## Манихейские согдийские тексты
В большинстве своём найдены в Турфане прусской экспедицией, хранятся в Берлине, хотя они имеются и среди турфанских находок русской (Кротков), японской (Отани), британской (Стайн), финской (Маннергейм) экспедиций, и хранятся, соответственно, в Петербурге, Киото, Лондоне, Хельсинки. Один манихейский текст происходит из «Пещеры тысячи Будд» в Дуньхуане (экспедиция Пельо, ныне в Париже).
Согдийские переводы манихейских текстов сделаны опосредованно, с парфянских и среднеперсидских переводов. Это как сочинения самого Мани (Шабухраган, Книга Гигантов, письма Мани, часть гимнов), фрагменты, сходные с коптским жизнеописанием основателя учения (Кефалайа), так и тексты, сочинённые уже восточными манихеями (большинство гимнов, покаянная молитва Хвастванифт) на среднеперсидском и парфянском. Имеются фрагменты квази-научных текстов (мифическая география, способы определения пола новорожденного, календарные вычисления), притчи, сходные с современными среднеазиатскими сказками о животных и снабжённые манихейской «моралью» (’επιμυθίον). Некоторые тексты отображают реалии: во фрагменте письма упомянуты представители Михрии (myhry’nd) и Микласии (myql’syqt), ортодоксального и еретического течений в месопотамском манихеизме VIII века; из писем, найденных в Безеклике и адресованных «учителю (то есть, патриарху) Востока», можно многое узнать о жизни манихейской общины Турфана.
Манихейские тексты датируются VIII — самым началом XI в. Позднейший согдийский манихейский календарный фрагмент относится к 1001 году, письма из Безеклика написаны несколько позднее 1010 года.
Манихейские рукописи написаны на бумаге (очень редко — пергамент) и были оформлены как кодексы, так и как свитки. В последнем случае, для экономии часто использовалась уже исписанная с обратной стороны бумага. Манихейские книги были часто богато иллюминированы, каллиграфически выписаны (особенно ценился миниатюрный, бисерный почерк).

## Согдийские буддийские тексты
Найдены в большинстве своем в Дуньхуане, в библиотеке в «Пещерах тысячи Будд», ныне расположены в Париже (экспедиция Пельо) и Лондоне (экспедиция Стейна), отчасти в Петербурге (экспедиция С. Ф. Ольденбурга). Немало буддийских текстов и среди турфанских находок. Тексты относятся к буддийскому течению Махаяна, есть образцы раннего китайского чань-буддизма. Вопреки распространённому мнению, следы буддизма собственно в Согдиане минимальны, и согдийские буддийские тексты являются в большинстве своем переводами с китайского. Один текст переведён с «кучинского» языка (то есть, «тохарского B»), в колофоне другого сообщается, что он является переводом с индийского, однако текст очевидно восходит к версии из китайской трипитаки. Точность передачи разнится: в некоторых случаях это буквалистский перевод, точно повторяющий чуждый согдийскому языку китайский синтаксис («Сутра причин и следствий»), в других — свободный пересказ содержания (Вессантара-джатака). Имеются дидактически сутры, описывающие нормы поведения буддиста (сутра о вегетарианстве, сутра о порицании алкогольных напитков, и др.), джатаки (легенды о прошлых перерождениях Будды), инвокации. Особый интерес представляют колофоны, один из текстов датирован 16 годом эры Кай Юань, то есть 739—740.
Найденные в специальном библиотечном помещении, согдийские буддийские тексты из Дуньхуана, как правило, сравнительно хорошо сохранились, Вессантара-джатака состоит из почти 2000 строк. Тексты были оформлены или как свитки, или как потхи (иначе, пустака: небольшие прямоугольные листы, которые связывались нитью). Многие согдийские буддийские тексты (равно, некоторые манихейские) записаны каллиграфическим почерком округлых форм, который именуется «письмом сутр». Тексты относятся к VII — X вв.

## Согдийские зороастрийские тексты
Под таковыми нужно понимать фрагменты рукописи (привезённой Аурелем Стейном из Дуньхуана, ныне в Британской Библиотеке), которые содержат инвокацию Заратуштре, а также запись согдийским письмом начала авестийской молитвы Ашэм Воху, представленной в «древнесогдийском» переложении (то есть, в фонетическом облике реконструируемого прото-согдийского языка эпохи до Александра). Рукопись относится ко второй половине первого тысячелетия н. э., однако это самая ранняя известная нам запись авестийского текста. Фрагмент, описывающий победу Рустама над дивами, также может быть отнесён к творчеству согдийских зороастрийцев. Похожая сцена открыта в росписи из городища Древнего Пенджикента в Согде, однако она отсутствует в персидских версиях иранского эпоса (Шахнаме). Кроме того, секулярные согдийские тексты содержат немало аллюзий к национальной согдийской религии (представлявшей собой синкретическую ветвь иранского политеизма, близкую к зороастризму и зурванизму, но не тождественную им; иногда этот набор верований именуют «маздеизмом»), имена согдийских божеств использовались для перевода индийских богов в буддийских текстах, манихейских божественных субстанций. Археологические следы согдийской национальной религии вполне изобильны.

## Светские согдийские тексты
Наиболее гетерогенная группа источников. Хронологически, наиболее ранние образцы датируются рубежом н. э., наиболее поздние — XI веком; самый восточный памятник (надпись на кусе сандалового дерева) был обнаружен в императорской сокровищнице в Нара в Японии, самый западный (надпись на куске парчи) — в алтаре собора в Генте, Бельгия.
Согдийские надписи на монетах появляются с рубежа нашей эры. Эти монеты сложно датировать, и сложно с уверенностью утверждать, которая из легенд — арамейская, содержащая иранское имя, а которая — согдийская с арамейской идеограммой MLK' или MRY' «царь». К очень раннему времени относятся фрагменты надписей на кирпичах, недавно обнаруженные на городище Куль-Тюбе в районе Чимкента (южный Казахстан). Надпись, сообщавшая, вероятно, о постройке города (?) и усмирении «людей кибиток» (?) главой народа Чача (Ташкентский оазис), который был уполномочен правителями иных согдийских областей, написана архаичным, лапидарным письмом, изобилует идеограммами и архаичными словами и в любом случае должна датироваться временем ранее начала IV в. н. э. Всего из, предположительно, «архива» кангюйского периода в распоряжении археологов находятся надписи общим объемом в 250 знаков, сформированных в 29 строк.
Так называемые согдийские «Старые Письма» были найдены сложенными в сумку в башне на западной оконечности Великой Китайской Стены Стейном, где они были, вероятно, конфискованы китайскими таможенниками. Письма сообщают о торговых делах согдийских колонистов в Ганьсу и во Внутреннем Китае, жалобы и проклятия знатной согдианки, брошенной мужем без средств к существованию в Дуньхуане и вынужденной отдать дочь в служанки китайцам. Одно письмо адресовано в Самарканд, в тысячах километров от места находки. В нём же говорится о нашествии гуннов, пожаре в Сиане, бегстве императора из столицы — событиях, позволяющих точно датировать письмо 312 г. н. э.
Судя по палеографии, IV—VI вв. должны датироваться более 600 согдийских надписей, обнаруженных на скалах в верховьях Инда. Там проходили караванные пути из Средней Азии и Кашгарии в Индию; надписи были начертаны согдийскими купцами, ходившими по перевалам Каракорума, Гиндукуша и Гималаев. Посетители, как правило, ограничивались лаконичной фиксацией своего имени, или имени и патронимикона («отчества»), или имени и этникона (прилагательное по месту рождения, использовавшееся как своего рода «фамилия»). В одном случае писавший просит духов помочь ему добраться до Харвандана (совр. Ташкурган на подходе к Кашгару) — автору предстояло перебраться через снежные перевалы, следуя примерно маршруту современного Каракорумского шоссе.
Шестым веком датируется и фрагментарно сохранившаяся согдийская надпись на стеле из Бугута в Монголии. Она описывает подвиги первых правителей Тюркского каганата (сохранились имена Бумын-кагана и Мугань-кагана, упоминается род Ашина). Вторая надпись на стеле, индийским письмом брахми, остается нечитаемой. Во фрагментарной надписи на каменной бабе из Монголкюре в долине Или в Синьцзяне, упомянут Нили каган (nry x'γ'n), правитель Западно-тюркского каганата в 603 г. Эти находки подтверждают роль согдийского языка как административного языка каганата, роль согдийцев как советников тюрок, культуррегентов степных народов, роль, которую они будут играть и в дальнейшем.
К тому же времени относится и надпись на входе в богатую усыпальницу Виркака (494 — 16.06.579) под Сианем, сановника (сабао), заведовавшего согдийской колонией в Сиане, происходившего из города Кеша (совр. Шахрисябз). Археологам известен ряд иных усыпальниц знатных согдийцев в Китае того времени, однако в них согдийские надписи отсутствуют. 639 годом датируется согдийский контракт на покупку рабыни Упанч ('wp’ncH) буддийским монахом Чжан (?) Яньсяном в Турфане. В Самарканде, надпись на знаменитой стенной росписи из Зала Послов с городища Афрасиаб описывает принятие послов из Чаганиана (долина Аму-Дарьи) и Чача царём Согда Вархуманом (βrxwm’n, упоминается китайскими источниками в событиях 650-х — 660-х гг.)
Большая группа документов (письма, договоры, распоряжения, хозяйственные записи) была найдена в 1932-33 гг. в замке на горе Муг в верхнем течении реки Зеравшан в Таджикистане, примерно в 100 км к востоку от Самарканда. Они были брошены после взятия крепости (именуемой арабскими источниками Abarγar, то есть, «Нагорье»), в которой укрывался Деваштич — правитель Пенджикента, претендовавший на согдийский престол, интриговавший с арабами, и в конечном итоге распятый халифским наместником Хорасана в 722 г. Документы (числом 74), написанные на коже, на бумаге и на расщеплённых ивовых палках, содержат образцы таких редких для средневековой дипломатики жанров, как официальная переписка высоких представителей разных сторон и шпионские донесения.
Трехъязычная (на китайском, тюркском руническом и согдийском) надпись на каменной стеле из Карабалгасуна в Монголии относится к первой четверти IX века и описывает res gestae уйгурских каганов, упоминает манихеизм как официальную религию.
Уже в тексте Карабалгасунской надписи можно заметить усиливающееся влияние древнетюркского языка, проявляющее себя, в первую очередь, в синтаксисе. Тем более это влияние видно в так называемых «тюрко-согдийских» документах X века из Дуньхуана, где и лексика, и синтаксис, и даже грамматика проникнуты тюркским влиянием, встречаются целые уйгурские фразы внутри согдийского текста. Эти документы были написаны, очевидно, тюрками, которые использовали согдийский как письменный язык. Сходные особенности налицо в упомянутых манихейских письмах из Безеклика.
К тому же времени относятся и посетительские надписи из верховьев долины Таласа в Киргизии. Все имена посетителей — тюркские, однако язык надписей — согдийский. Наиболее поздняя из этих надписей датирована 1027 г. н. э. (дата — по применявшейся зороастрийцами и манихеями иранской эры последнего сасанидского шахиншаха Йездигерда). Она же является наиболее поздним датированным согдийским текстом.
Нужно добавить, что лаконичные согдийские тексты были найдены на многих археологических памятниках из Средней Азии и не только (Пенджикент, Афрасиаб, Кеш, Чач, Бухара, городище Шахристан в Уструшане, Куча в бассейне Тарима, различные памятники Семиречья, Северная Бактрия, Мерв, Шанхай, Тамань, Горный Алтай, Монголия и др.), многочисленны согдийские надписи на серебряных сосудах и согдийские легенды на монетах.